# Volodîmîrivka, Hmilnîk
Volodîmîrivka (în ucraineană Володимирівка) este un sat în comuna Mareanivka din raionul Hmilnîk, regiunea Vinnița, Ucraina.

## Demografie
Componența lingvistică a localității Volodîmîrivka
     Ucraineană (99,42%)
     Alte limbi (0,58%)
Conform recensământului din 2001, majoritatea populației localității Volodîmîrivka era vorbitoare de ucraineană (99,42%), existând în minoritate și vorbitori de alte limbi.